# Merocryptus lambriformis
Merocryptus lambriformis är en kräftdjursart som beskrevs av A. Milne Edwards 1873. Merocryptus lambriformis ingår i släktet Merocryptus och familjen Leucosiidae. Inga underarter finns listade i Catalogue of Life.